# Nuru International
Nuru International — американское социальное предприятие, базирующееся в Ирвайне (Калифорния). Эта некоммерческая организация борется с бедностью в отдалённых сельских сообществах Кении и Эфиопии, обучает местных руководителей и предпринимателей новейшим методикам и технологиям, «взращивая в них лидеров». С помощью создаваемых прибыльных предприятий и проектов Nuru International решает проблемы голода, занятости, здравоохранения и образования (после построения самоокупаемого бизнеса организация прекращает финансировать свои проекты). Nuru International основана в 2008 году бывшим военным Джейком Харриманом, по состоянию на начало 2014 года оказала помощь более 30 тыс. человек (на суахили «нуру» означает «свет»). 
Nuru International комплексно подходит к решению проблемы бедности: определяет наиболее перспективные направления бизнеса, во главе которых стоят способные руководители с большим потенциалом роста, финансирует и консультирует их, выводя на уровень прибыли, которую затем вновь вкладывает в сообщества. Развивая фермерские хозяйства и перерабатывающие предприятия, всю прибыль Nuru направляет на создание инфраструктуры, образования и медицинских услуг, что вскоре выводит сельское сообщество на уровень процветания, достаточный для того, чтобы быть независимым от дальнейшей иностранной поддержки или вмешательства.

## Проекты
После успешной карьеры в корпусе морской пехоты Харриман понял, что бедность способствует глобальному терроризму, и поступил в Stanford Graduate School of Business. В Кении и Эфиопии Nuru International обучает фермеров, поставляет им семена и удобрения, помогает выгодно продать излишки, получить микрокредиты и открыть сберегательные счета, финансирует кооперативы. Волонтёры Nuru International осматривают крестьян, ставя им диагнозы, а также обеспечивают противомоскитными сетками, мылом, водяными фильтрами и вакцинами. Другие волонтёры обучают крестьян и их детей, подготавливают учителей, обеспечивают учебниками.
Среди партнёров Nuru International — One Acre Fund и Kiva.